# Polytrichum juniperinum
Polytric genèvrier
Espèce
Synonymes
- Pogonatum rubiginosum (Müll. Hal.) Paris[2] [1]
- Polytrichum alpestre Hoppe[1]
- Polytrichum altisetum var. humilisetum Müll. Hal.[2]
- Polytrichum altisetum Müll. Hal.[2]
- Polytrichum angusticaule Müll. Hal. ex E. Britton[2]
- Polytrichum antarcticum Cardot[2]
- Polytrichum apiculatum Kindb.[2]
- Polytrichum appressum Schwägr.[2]
- Polytrichum aristiflorum Mitt.[2]
- Polytrichum beccarii Müll. Hal.[2] [1]
- Polytrichum behringianum Kindb.[2]
- Polytrichum chimborassi Lorentz[1]
- Polytrichum equisetiforme Müll. Hal.[1]
- Polytrichum ghiesbreghtii Besch.[1]
- Polytrichum juniperifolium Hoffm. ex Funck[1]
- Polytrichum longipilum Müll. Hal.[1]
- Polytrichum nodicoma Müll. Hal.[1]
- Polytrichum patens Müll. Hal.[1]
- Polytrichum rhynchomitrium Müll. Hal.[1]
- Polytrichum secundulum Müll. Hal.[1]
- Polytrichum tasmaniae Müll. Hal.[1]

Polytrichum juniperinum est une espèce de mousses.

## Liste des sous-espèces et variétés
Selon The Plant List (12 juillet 2017) :
- variété Polytrichum juniperinum var. mamillatum (Lindb.) Broth.
- variété Polytrichum juniperinum var. paulense (Geh. & Hampe) Herzog
- variété Polytrichum juniperinum var. tumescens (Müll. Hal.) Herzog

Selon Tropicos (12 juillet 2017) (Attention liste brute contenant possiblement des synonymes) :
- sous-espèce Polytrichum juniperinum subsp. mamillatum Lindb.
- sous-espèce Polytrichum juniperinum subsp. strictum (Menzies ex Brid.) Nyl. & Saelan
- variété Polytrichum juniperinum var. aequinoctiale Lorentz
- variété Polytrichum juniperinum var. affine (Funck) Brid.
- variété Polytrichum juniperinum var. alpestre (Hoppe) Röhl.
- variété Polytrichum juniperinum var. alpinum Schimp.
- variété Polytrichum juniperinum var. australe Müll. Hal.
- variété Polytrichum juniperinum var. columbicum De Not.
- variété Polytrichum juniperinum var. delicatum Papp
- variété Polytrichum juniperinum var. fasciculatum R. Ruthe
- variété Polytrichum juniperinum var. gracile Schultz
- variété Polytrichum juniperinum var. gracilius Wahlenb.
- variété Polytrichum juniperinum var. humile Schultz
- variété Polytrichum juniperinum var. integrum Müll. Hal.
- variété Polytrichum juniperinum var. juniperinum
- variété Polytrichum juniperinum var. mamillatum (Lindb.) Broth.
- variété Polytrichum juniperinum var. nudum Matousch.
- variété Polytrichum juniperinum var. paulense (Geh. & Hampe) Herzog
- variété Polytrichum juniperinum var. piliferoides W.X. Xu & R.L. Xiong
- variété Polytrichum juniperinum var. resinkii E. Bauer
- variété Polytrichum juniperinum var. rubrum Papp
- variété Polytrichum juniperinum var. tumescens (Müll. Hal.) Herzog
- variété Polytrichum juniperinum var. waghornei Kindb.